# Бак Маккеон
Говард Філіп «Бак» Маккеон (англ. Howard Philip «Buck» McKeon; нар. 9 вересня 1938, Лос-Анджелес, Каліфорнія) — американський політик-республіканець. Він представляв 25-й виборчий округ штату Каліфорнія у Палаті представників США з 1993 по 2015, де очолював Комітет з освіти та праці з 2006 по 2007 і Комітет з питань збройних сил з 2011 по 2015.
Маккеон народився на півночі Лос-Анджелеса, навчався у Verdugo Hills High School. Потім він вивчав тваринництво в Університеті Бригам Янг і отримав ступінь бакалавра наук у 1985 році. Одружений з Патрицією Кунц і є членом Церкви Ісуса Христа Святих останніх днів.
Почав свою кар'єру як бізнесмен, працював у банківській сфері. З 1979 по 1987 він входив до опікунської ради William S. Hart High School District у Санта-Кларіті. Маккеон до 1992 року був мером Санта-Кларіти. З 1988 по 1992 — член Центрального комітету Республіканської партії Каліфорнії.